# Guerreiro jaguar

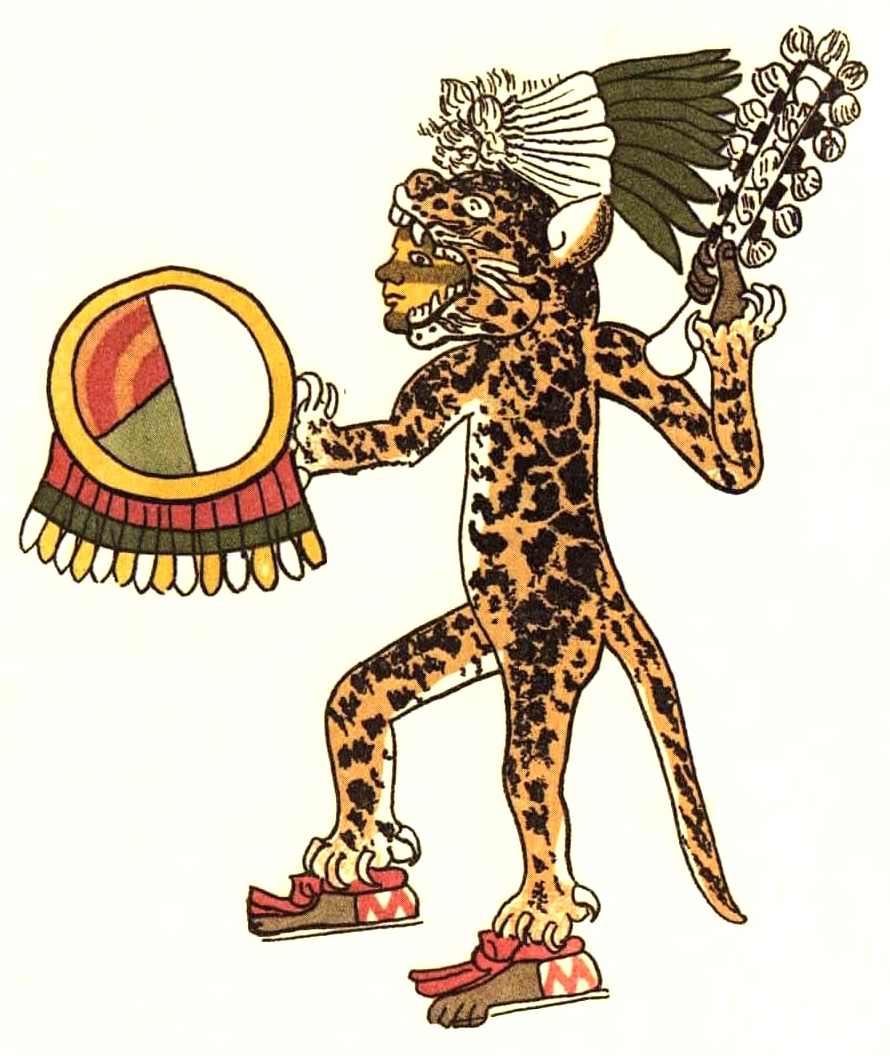
Guerreiro jaguar asteca.

Os guerreiros jaguar eram guerreiros astecas que usavam roupas com cores vivas e manchas para invocar a imagem do jaguar. O jaguar era o símbolo da noite, sorrateiro e predador, um modelo apropriado para os soldados de elite. Geralmente, os guerreiros jaguar são representados carregando escudos e espadas de obsidiana.
Os guerreiros astecas que capturavam pelo menos seis soldados inimigos tornavam-se qualificados para os tropas de guerreiros jaguar, posto superior aos guerreiros águias. Supostamente, eles davam ênfase para a captura de inimigos porque queriam reunir um grupo de prisioneiros para sacrifício.
Os astecas eram conhecidos por espalhar a morte em batalhas matando com um único golpe de suas espadas de obsidiana ou arremessando com um atlal uma saraivada de lanças farpadas. Os guerreiros que causavam confusão ou desordem nas tropas eram espancados imediatamente e, as vezes, até mortos.